# Scania Truck Driving Simulator
Scania Truck Driving Simulator je simulátor nákladního automobilu vyvinutý společností SCS Software pro Microsoft Windows a macOS. Byla vydána dne 8. června 2012 jako propagační produkt k později vydané hře Euro Truck Simulator 2.

## Hratelnost
Hra umožňuje hráčům řídit licencovaný těžký nákladní automobil Scania řady PRT v pěti různých herních režimech. 
- Režim Řidičský Průkaz obsahuje různé řidičské zkoušky, jako je parkování a manévrování se standardním přívěsem, které hráčům umožňují zdokonalit si základní dovednosti při řízení nákladního vozidla.

- Režim Soutěž simuluje evropský šampionát mladých řidičů nákladních automobilů Scania, kde se hráči mohou virtuálně zúčastnit soutěže podle úrovní.

- Režim Nebezpečné jízdy nabízí několik scénářů, které prověří schopnosti hráčů řídit nákladní vozidlo, od průjezdu skálou až po couvání bez parkovacích míst s přívěsem.

- Režim Volná Jízda nabízí hráčům dvě rozsáhlé mapy - jednou z nich je zkušební polygon Scania v Södertälje, druhou fiktivní evropské město. Obě mapy umožňují hráčům vychutnat si oblíbené jízdy s dodávkou.

- Režim Test Reakce je navržen tak, aby ve čtyřech různých scénářích prověřil reakce hráčů v krizových situacích.

Hra obsahuje také několik videoklipů a fotografií, na kterých se objevují úspěchy společnosti Scania v nejrůznějších oblastech.

## Vývoj a vydání
Hra byla odhalena v dubnu 2012 na blogu herního vývojáře SCS Software. Byla vyvinuta na jeho vlastním herním enginu Prism3D, je držitelem oficiální licence evropského šampionátu mladých řidičů nákladních automobilů Scania a umožňuje hráčům řídit detailní těžký nákladní automobil Scania řady PRT. V Evropě byla vydána 8. června 2012 společností Excalibur Publishing a později byla k dispozici na platformě Steam.